# تپه سه تپان می‌رمیرو
تپه سه تپان می‌رمیرو در شهرستان سرپل ذهاب، بخش مرکزی، دهستان دشت ذهاب، ۲/۵ کیلومتری شمال غرب روستای می‌رمیرو واقع شده و این اثر در تاریخ ۲۷ اسفند ۱۳۸۷ با شمارهٔ ثبت ۲۶۲۸۰ به‌عنوان یکی از آثار ملی ایران به ثبت رسیده است.